# Alenquer (Pará)
Alenquer é um município brasileiro do estado do Pará, pertencente à Mesorregião do Baixo Amazonas. Localiza-se no norte brasileiro, à latitude 01º 56' 30" sul e à longitude 54º 44' 18" oeste.

## Etimologia
Primitivamente chamada de aldeia de Surubiú (nome de língua tupi que significava, provavelmente, rio dos surubis), fundada pelo capuchos da piedade ou capuchinhos nos fins do século XVII nos tempos da colonização amazônica, à margem do rio Surubiú ou igarapé de Alenquer, na confluência com o igarapé Itacarará. Sendo chamado de vila de Alenquer em 1758, por determinação do Governador Capitão General Francisco Xavier de Mendonça Furtado.

## História
Devido as dificuldades de comunicação e endemia de sezões os capuchinhos mudaram para a margem do então rio Surubiú ou igarapé de Alenquer, com a ajuda de índios do rio Trombetas, fundaram a aldeia de Surubiú, na região do atual município de Alenquer.
Em 1758 a aldeia de Surubiú foi elevada à categoria de vila. No período, da viagem do governador capitão general Francisco Xavier de Mendonça Furtado ao rio Negro para reunir-se com o plenipotenciário espanhol sobre a demarcação de limites das terras das coroas de Portugal e Espanha. Durante a viagem, visitou as povoações e aldeamentos ribeirinhos e elevou à categoria de vila as que julgou merecer.
Alenquer foi elevada à categoria de município em 10 de junho de 1881. Em seguida, foi elevada à categoria de comarca em 29 de março de 1883.

## Geografia
Localiza-se à latitude 01º 56' 30" sul e à longitude 54º 44' 18" oeste, a uma altitude de 52 metros, distante 68 km da capital estadual Belém e 2 078 km da capital federal, Brasília. Sua população, conforme estimativas do IBGE de 2020, era de 57 092 habitantes,  distribuídos em uma área territorial de 23 645,452 km².

## Turismo
A pequena cidade do interior paraense conta com muitas belezas naturais. Dentre elas, destacam-se as cachoeiras do Vale do Paraíso: Véu de Noiva, de 25 metros; Preciosa, de 35 metros; e Cachoeira Paraíso, de 12 metros. Esta última, contem uma boa infraestrutura para turístico.
O município de Alenquer também conta com uma formação rochosa erodida pelo vento, que esculpiu gigantescas figuras, onde povos primitivos fizeram inscrições e desenhos até hoje não decifrados. E a Cidade dos Deuses, que fica a 45 km do centro da cidade.
A grande festividade de Santo Antônio, que ocorre do dia 1º à 13 do mês de junho.

## Alenquerenses ilustres
- Benedicto Monteiro, escritor
- Colombiano Marvão, artista e político
- Anita Panzuti, Pintora
- Sebartião tapajos, Violonista